# Holding the Man (dramma)
Holding the Man è un'opera teatrale del drammaturgo australiano Tommy Murphy, basata sull'omonimo libro di memorie di Timothy Conigrave. Il dramma debuttò a Sydney nel 2006 e, dato il grande successo di pubblico, è stata più volte riproposto sulle scene australiani e internazionali. In particolare, il dramma è andato in scena a Londra (nel 2010 ai Trafalgar Studios e nel 2017 al Jack Studio), San Francisco, Los Angeles e Auckland.

## Trama
Melbourne, 1976. I due studenti Timothy Conigrave e John Caleo si incontrano e si innamorano sui banchi di scuola. È l'inizio di una storia d'amore che durerà quasi sedici anni, ostacolata dapprima dai genitori dei due ragazzi e dall'omofobia dei loro coetanei, ma anche dai ripetuti tradimenti di Tim. Nonostante tutto, il legame tra i due resta saldo e sopravvive alla scoperta che entrambi i ragazzi sono sieropositivi. Quando John si aggrava, Timothy si prende cura di lui e lo assiste fino alla morte, avvenuta nel 1992.

## Film
Tommny Murphy ha scritto la sceneggiatura dell'adattamento cinematografico dell'autobiografia di Timothy Conigrave, diretta da Neil Armfield nel 2015.